# Бакшеева, Галина Петровна
Галина Петровна Бакшеева (12 июня 1945 — 18 декабря 2019) — советская теннисистка, двукратная победительница Уимблдонского турнира среди девушек (1961, 1962), тринадцатикратная чемпионка СССР (два раза в одиночном разряде, 7 раз в женском парном разряде и 4 раза в смешанном парном разряде), мастер спорта СССР международного класса (1967).

## Биография
Галина Бакшеева родилась в Киеве 12 июня 1945 года. Теннисом занималась с 12 лет, её первым тренером был Владимир Бальва («Динамо», Киев). Окончила Киевский государственный педагогический институт иностранных языков (ныне — Киевский национальный лингвистический университет).
Дважды, в 1961 и 1962 годах, Бакшеева становилась чемпионкой Уимблдонского турнира среди девушек. Она стала первой обладательницей этого титула среди теннисисток СССР. В 1961 году она победила в финале американку Кэтрин Чабот (6-4, 8-6), а в 1962 году — австралийку Элизабет Терри (6-2, 6-2).
В 1965—1976 годах Галина Бакшеева шесть раз выступала в финалах чемпионата СССР по теннису в женском одиночном разряде, победив в двух из них (1966, 1967). Кроме этого, в 1961—1980 годах она 11 раз выступала финалах чемпионата СССР в женском парном разряде, победив в семи из них (1962—1968), и 9 раз — в смешанном парном разряде, одержав победу в четырёх из них (1962, 1965, 1966, 1968). Она также становилась чемпионкой Спартакиад народов СССР 1963 года (в парном и смешанном парном разрядах) и 1967 года (в одиночном и парном разрядах).
Кроме этого, в 1970—1981 годах Бакшеева 15 раз становилась чемпионкой Украинской ССР в различных разрядах, а в 1962—1975 годах 13 раз побеждала на Всесоюзных зимних соревнованиях по теннису (1966, 1967, 1968 — в одиночном разряде; 1962, 1965, 1967, 1968, 1972, 1975 — в парном разряде; 1962, 1965, 1966, 1973 — в смешанном парном разряде). В 1966—1967 годах она была абсолютной чемпионкой ДСО «Динамо», в 1979 году — абсолютной чемпионкой ВЦСПС (в одиночном, парном и смешанном парном разрядах), в 1975 и 1977 годах — чемпионкой ВЦСПС в отдельных разрядах (1975 — в парном разряде, 1977 — в одиночном разряде).
Галина Бакшеева также выступала в основной сетке турниров Большого шлема. На Уимблдонском турнире 1967 года она дошла до 4-го круга соревнований, в котором в упорной борьбе уступила австралийке Лесли Тёрнер (9-11, 7-5, 1-6). На открытом чемпионате Франции 1968 года она также дошла до 4-го круга соревнований, в котором проиграла будущей победительнице турнира, американке Нэнси Ричи (8-10, 6-4, 1-6). В том же году Бакшеева дошла до 3-го круга Уимблдонского турнира, в котором она проиграла американке Рози Касалс (6-8, 6-3, 5-7).
В 1968 году Бакшеева выступала за сборную команду СССР в Кубке Федерации. За сборную она провела 6 матчей (4 победы, 2 поражения), приняв участие в играх против команд Бельгии, Италии и Великобритании. В одиночных встречах Бакшеева победила бельгийку Ингрид Палмьери (2-6, 7-5, 7-3) и итальянку Леа Периколи (7-5, 8-6), но уступила британке Вирджинии Уэйд (1-6, 1-6). В парных играх Бакшеева одержала две победы (с Анной Дмитриевой против бельгийской пары и с Ольгой Морозовой против итальянской пары) и потерпела одно поражение (с Анной Дмитриевой против британской пары).
В 1960—1980 годах Галина Бакшеева 20 раз входила в список сильнейших теннисисток СССР, а в 1966 и 1967 годах была признана первой ракеткой СССР. В 1967 году ей было присвоено звание мастера спорта СССР международного класса.
После окончания игровой спортивной карьеры Бакшеева работала тренером киевских спортивных клубов «Антей» (1982—1984) и «Наука» (1985—1993). В 2015 году она была включена в Зал славы украинского тенниса.
Галина Бакшеева скончалась 18 декабря 2019 года.

## Выступления на турнирах

### Финалы чемпионата СССР

#### Одиночный разряд: 6 финалов (2 победы — 4 поражения)
| Результат | №  | Год  | Турнир         | Соперница        | Счёт          |
| Поражение | 1. | 1965 | Чемпионат СССР | Тийу Сооме       | 4-6, 5-7      |
| Победа    | 1. | 1966 | Чемпионат СССР | Рена Абжандадзе  | 6-3, 6-2      |
| Победа    | 2. | 1967 | Чемпионат СССР | Анна Дмитриева   | 1-6, 6-3, 6-3 |
| Поражение | 2. | 1968 | Чемпионат СССР | Тийу Киви-Пармас | 6-3, 3-6, 1-6 |
| Поражение | 3. | 1971 | Чемпионат СССР | Ольга Морозова   | 2-6, 2-6      |
| Поражение | 4. | 1976 | Чемпионат СССР | Ольга Морозова   | 3-6, 3-6      |

#### Парный разряд: 11 финалов (7 побед — 4 поражения)
| Результат | №  | Год  | Турнир         | Партнёрша                        | Соперницы                          | Счёт          |
| Поражение | 1. | 1961 | Чемпионат СССР | Валерия Кузьменко                | Анна Дмитриева Ирина Рязанова      | 4-6, 6-3, 4-6 |
| Победа    | 1. | 1962 | Чемпионат СССР | Анна Дмитриева                   | Ирина Рязанова Вера Трошкина       | 6-2, 6-4      |
| Победа    | 2. | 1963 | Чемпионат СССР | Анна Дмитриева                   | Ирина Рязанова Вера Трошкина       | 6-2, 6-1      |
| Победа    | 3. | 1964 | Чемпионат СССР | Анна Дмитриева                   | Алла Иванова Ирина Рязанова        | 6-1, 6-1      |
| Победа    | 4. | 1965 | Чемпионат СССР | Анна Дмитриева (или Т. Таранова) | Евгения Ларина-Бантле В. Филиппова | 6-2, 6-2      |
| Победа    | 5. | 1966 | Чемпионат СССР | Анна Дмитриева                   | Алла Иванова Ирина Рязанова        | 6-2, 6-2      |
| Победа    | 6. | 1967 | Чемпионат СССР | Анна Дмитриева                   | Рауза Исланова Марина Чувырина     | 6-0, 8-6      |
| Победа    | 7. | 1968 | Чемпионат СССР | Марина Чувырина                  | Ольга Морозова Татьяна Чалко       | 1-6, 6-3, 6-3 |
| Поражение | 2. | 1969 | Чемпионат СССР | Марина Чувырина                  | Ольга Морозова Зайга Янсоне        | 5-7, 4-6      |
| Поражение | 3. | 1976 | Чемпионат СССР | Лидия Зинкевич                   | Ольга Морозова Марина Чувырина     | 4-6, 6-4, 5-7 |
| Поражение | 4. | 1980 | Чемпионат СССР | Елена Елисеенко                  | Ольга Зайцева Ольга Морозова       | 1-6, 1-6      |

#### Смешанный парный разряд: 9 финалов (4 победы — 5 поражений)
| Результат | №  | Год  | Турнир         | Партнёр          | Соперники                             | Счёт          |
| Поражение | 1. | 1961 | Чемпионат СССР | Томас Лейус      | Анна Дмитриева Сергей Лихачёв         | 6-0, 1-6, 0-6 |
| Поражение | 2. | 1962 | Чемпионат СССР | Томас Лейус      | Анна Дмитриева Сергей Лихачёв         | 6-3, 5-7, 2-6 |
| Победа    | 1. | 1963 | Чемпионат СССР | Томас Лейус      | Валерия Кузьменко-Титова Михаил Мозер | 6-2, 6-4      |
| Победа    | 2. | 1965 | Чемпионат СССР | Томас Лейус      | Ирина Рязанова Сергей Лихачёв         | 3-6, 6-2, 6-3 |
| Победа    | 3. | 1966 | Чемпионат СССР | Томас Лейус      | Анна Дмитриева Александр Метревели    | 6-4, 6-3      |
| Победа    | 4. | 1968 | Чемпионат СССР | Томас Лейус      | Ольга Морозова Александр Метревели    | 6-4, 6-2      |
| Поражение | 3. | 1969 | Чемпионат СССР | Вячеслав Егоров  | Марина Чувырина Теймураз Какулия      | 3-6, 1-6      |
| Поражение | 4. | 1974 | Чемпионат СССР | Евгений Бобоедов | Евгения Бирюкова Сергей Лихачёв       | 6-3, 2-6, 0-6 |
| Поражение | 5. | 1979 | Чемпионат СССР | О. Гаврилов      | Наталья Бородина Сергей Леонюк        | 3-6, 5-7      |